# 834 Burnhamia
Burnhamia (asteróide 834) é um asteróide da cintura principal com um diâmetro de 66,65 quilómetros, a 2,50304375 UA. Possui uma excentricidade de 0,21065357 e um período orbital de 2 062,5 dias (5,65 anos).
Burnhamia tem uma velocidade orbital média de 16,72600993 km/s e uma inclinação de 3,95657483º.
Esse asteróide foi descoberto em 20 de Setembro de 1916 por Max Wolf.